# Lyudmila Andonova
Lyudmila Andonova (bulgarsk: Людмила Андонова, født 6. maj 1960) er en bulgarsk tidligere højdespringer. Som aktiv atlet konkurrerede hun under sit fødenavn Lyudmila Zhecheva, og hun var i en periode indehaver af verdensrekorden i disciplinen med et spring på 2,07 m, opnået i Østberlin 20. juli 1984. Rekorden var så meget mere bemærkelsesværdig ved, at hun før det blot havde sprunget 1,95 m og i øvrigt aldrig senere sprang højere end 2,02 m. Hun beholdt verdensrekorden i næsten to år, indtil den blev slået af hendes landsmand Stefka Kostadinova i juni 1986. 
Andonova var fire gange bulgarsk mester, men opnåede ingen medaljer ved store internationale mesterskaber.
| Atletikudøver | Spire Denne biografi om en atletikudøver er en spire som bør udbygges. Du er velkommen til at hjælpe Wikipedia ved at udvide den. |